# Leonard Chess
Lejzor Czyz (12 de marzo de 1917 - 16 de octubre de 1969), más conocido como Leonard Chess, fue un ejecutivo de compañía discográfica y cofundador de Chess Records. Fue influyente en el desarrollo del blues eléctrico.

## Primeros años
Chess nació en una comunidad judía en Motal, Polonia (ahora en Bielorrusia). Él, su hermano Fiszel, su hermana Malka y su madre siguieron a su padre a Chicago en 1928. El nombre de la familia fue cambiado a Chess, con Lejzor convirtiéndose en Leonard y Fiszel en Philip.
Mientras regentaba el club Macomba Lounge en el South Side de Chicago, y a partir de septiembre de 1947, el y su hermano empezaron a hacerse con el control de la recién fundada compañía discográfica Aristocrat Records. A principios de 1950, los dos hermanos ya eran los dueños de la empresa, y en junio de aquel año cambiaron el nombre a Chess Records.

## Chess Records
"My Foolish Heart" (Gene Ammons), "Rollin' Stone" (Muddy Waters) y "That's All Right" (Jimmy Rogers) fueron los primeros lanzamientos del nuevo sello con el propio Leonard Chess colaborando como percusionista en las sesiones de grabación de Muddy Waters en 1951. Chess contactó además con Sam Phillips de Sun Records para que les ayudara a encontrar nuevos artistas del Sur. Phillips suministró contactos a Chess con artistas como Howlin' Wolf, Rufus Thomas o Doctor Ross entre otros. De estos, Howlin' Wolf, en particular, se hizo muy popular, y Chess Records tuvo que competir por él con otras compañías a las que Phillips también les había proporcionado grabaciones de Wolf. Con el tiempo, otros artistas importantes firmaron con Chess Records, incluyendo Bo Diddley y Sonny Boy Williamson, mientras que Willie Dixon y Robert Lockwood Jr. tomaron un papel importante detrás de escena. En la década de 1950, el éxito comercial de Chess Records creció con artistas como Little Walter, The Moonglows, The Flamingos y Chuck Berry, y en los 60 con Etta James, Fontella Bass, Koko Taylor, Little Milton o Laura Lee. A medida que avanzaba la década de 1960, la compañía se diversificó en otros géneros como el gospel o el jazz tradicional. A principios de la década de 1960, Chess también se involucró en el negocio de la radiodifusión como copropietario de la emisora de radio WVON-AM y más tarde adquiriendo WSDM-FM, ambos en Chicago.
En 1969, los hermanos Chess vendieron el sello discográfico a General Recorded Tape (GRT) por 7,5 millones de dólares. Leonard Chess falleció en octubre de ese mismo año de un ataque al corazón.